# Coq-de-roche orange
 (janvier 2020).
Si vous disposez d'ouvrages ou d'articles de référence ou si vous connaissez des sites web de qualité traitant du thème abordé ici, merci de compléter l'article en donnant les références utiles à sa vérifiabilité et en les liant à la section « Notes et références ».
Rupicola rupicola
Espèce
Synonymes
- Pipra spec Linnaeus, 1766

Statut de conservation UICN

 LC  : Préoccupation mineure
Statut CITES
Le Coq-de-roche orange, (Rupicola rupicola) est une espèce du genre Rupicola qui comprend aussi le Coq-de-roche péruvien, cette espèce est issue de la famille néotropicale des cotingidés. On retrouve cette espèce dans la partie nord de l'Amérique du Sud.

## Morphologie
Le coq-de roche orange mesure environ 30 cm de long. Il possède une crête en demi-lune, des ailes noires, orange et blanches, des filaments orange sur les rémiges et une queue noire à pointe orange. Le bec, la peau et les pattes sont orange. La femelle est gris brunâtre, a un bec noir à pointe jaune et possède une crête plus petite que celles des mâles. La largeur de l'ouverture buccale est d'environ 27 mm pour les femelles et 26 mm pour les jeunes.

## Habitat
Ses habitats préférés sont les forêts humides près des rochers.

## Répartition
Son aire de répartition s'étend sur l'est de la Colombie, le Venezuela, le plateau des Guyanes et le nord de l'Amazonie.

## Alimentation
Le coq-de-roche orange est principalement frugivore mais se nourrit aussi de petits serpents et d'autres reptiles. Il s'alimente d'au moins 65 espèces de fruits appartenant à 31 familles différentes. Les fruits consommés sont de types bacciformes, drupiformes, capsuliformes et cabossiformes. Leur forme est surtout ronde mais peut aussi être ovale ou allongée. La taille des fruits varie entre 10 et 20 mm de largeur.
Lorsque le coq-de-roche se nourrit de fruits, il disperse nombre de graines, bien souvent encore intactes au sortir du système digestif de l’oiseau. Dès lors, ces graines sont capables de germer après que le coq-de-roche les a évacuées ou régurgitées à une distance considérable des arbres parents. C’est pourquoi le coq-de-roche joue un rôle important de disséminateur de graines pour de nombreuses espèces d’arbres.

## Nidification
Contrairement aux autres espèces de Cotingidae, le coq-de-roche niche dans les falaises, sur les gros rochers, les grottes ou les gorges plutôt que dans les arbres. La femelle construit le nid de boue et de fibres végétales, ces dernières adhérant à la surface rocheuse grâce à la salive. Elle incube les œufs et élève les jeunes sans l’aide du mâle. Une couvée normale comprend généralement deux œufs, l'incubation durant environ 27 à 28 jours.

## Reproduction
L'espèce se reproduit pendant les premiers mois de l'année. Les femelles et les mâles vivent séparément.
Lors de la saison de reproduction, le mâle adulte dépense son énergie dans les sites communs de cour, appelés leks. Dans ces sites, les mâles défendent leur zone et paradent sur leur branche. De là, ils courtisent les femelles qui visitent le lek. Les mâles se contrastent volontairement avec l'arrière-plan pour attirer les femelles, en exhibant leur crête et leur plumage. Ces dernières vont voler et choisir le mâle qui les fécondera. Une fois le choix fait, les femelles tapotent le mâle par derrière et l'insémination suit rapidement. Le succès de l'accouplement dépend de divers facteurs qui vont du plumage présenté par un mâle à la composition du lek lui-même.
Un aspect particulier de la parade est l'adoption de positions immobiles, comme si l'animal entrait en transe, et ce, pendant plusieurs minutes. Les mâles peuvent aussi produire des bonds prodigieux. En général peu connues, ces manifestations sont familières aux indiens jivaros qui s'en sont inspirés pour l'une de leurs danses.

## Conservation
(décembre 2017).
L'aire de répartition de cette espèce est vaste, raison pour laquelle sa conservation n'est pas critique selon le critère de la taille de l'aire de répartition. La tendance de la population semble être à la baisse mais le déclin est lent et il ne se rapproche donc pas des seuils de vulnérabilité selon le critère de tendance de la population, qui est qu'une espèce doit avoir plus de 30% de déclin sur dix ans ou trois générations.
Les populations sont d'autant plus susceptibles aux impacts humains (exploitation des mines, braconnage, déforestation, orpaillage ..) qu'elles sont éparpillées.
En Guyane, 12 sites de reproduction sont répertoriés. Le Groupe d'étude et de protection des oiseaux en Guyane (Gepog) y a commencé en décembre 2010 une étude sur 5 ans dans le cadre du programme européen Life + Cap Dom, avec pour but de « trouver un juste milieu entre préservation et développement économique ». Des oiseaux sont bagués, munis d'un émetteur pour un suivi par radiotélémétrie, et les déjections étudiées pour mieux connaître le mode d'alimentation.